# Jordie McTavish
Jordie McTavish (Salmon Arm, 23 gennaio 1978) è un ex cestista e allenatore di pallacanestro canadese.

## Carriera
Con il Canada ha disputato i Campionati americani del 1999 e i Giochi panamericani del 1999.